# Allan Woodman
Allan Charles "Huck" Woodman, född 11 mars 1899 i Winnipeg i Manitoba, död 17 mars 1963 i Winnipeg, var en kanadensisk ishockeyspelare. Han blev olympisk guldmedaljör i Antwerpen 1920. Woodman var den enda spelaren i det kanadensiska OS-laget, som representerades av klubblaget Winnipeg Falcons, som inte var av isländsk härkomst.
1920 vann Woodman även Allan Cup med Winnipeg Falcons.

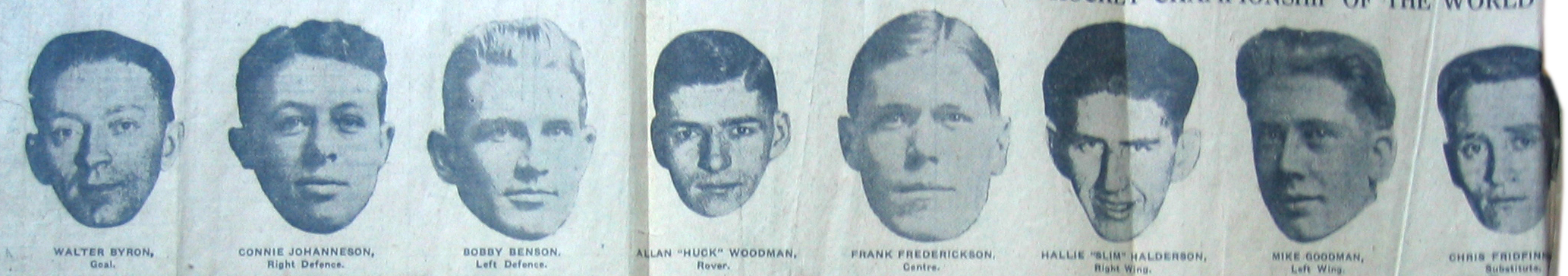
Woodman, fyra från vänster, med det kanadensiska OS-laget 1920.

## Meriter
- Allan Cup – 1920
- OS-guld 1920